# Jassen Cullimore
Jassen Andrew Cullimore (* 4. Dezember 1972 in Simcoe, Ontario) ist ein ehemaliger kanadischer Eishockeyspieler, der im Verlauf seiner aktiven Karriere zwischen 1988 und 2012 unter anderem 847 Spiele für die Vancouver Canucks, Canadiens de Montréal, Tampa Bay Lightning, Chicago Blackhawks und Florida Panthers in der National Hockey League auf der Position des Verteidigers bestritten hat. In Diensten der Tampa Bay Lightning feierte Cullimore im Jahr 2004 mit dem Gewinn des Stanley Cups den größten Erfolg seiner Karriere.

## Karriere
Jassen Cullimore begann seine Karriere als Eishockeyspieler bei den Peterborough Petes, für die er von 1988 bis 1992 in der Ontario Hockey League spielte. In dieser Zeit wurde er im NHL Entry Draft 1991 in der zweiten Runde als insgesamt 29. Spieler von den Vancouver Canucks ausgewählt. Nachdem Cullimore von 1992 bis 1994 ausschließlich für das damalige Farmteam Vancouvers, die Hamilton Canucks, in der American Hockey League auf dem Eis stand, gab er in der verkürzten Saison 1994/95 sein Debüt in der National Hockey League. Am 13. November 1996 wurde Cullimore im Tausch für Donald Brashear an die Canadiens de Montréal abgegeben, für die er eineinhalb Jahre spielte. Am 22. Januar 1998 nahmen die Tampa Bay Lightning den Spieler unter Vertrag, den Montréal aufgrund einer Überschreitung des Salary Cap abgeben musste.
Mit Tampa Bay gewann Cullimore 2004 den Stanley Cup. Während des Lockouts in der anschließenden Spielzeit pausierte der Verteidiger mit dem Eishockey. Zuvor unterschrieb er am 22. Juli 2004 als Free Agent einen Vertrag bei den Chicago Blackhawks. Im Juni 2007 wurde Cullimore zunächst zu seinem Ex-Club Canadiens de Montréal transferiert, ehe er im Oktober desselben Jahres – ohne zuvor für die Canadiens gespielt zu haben – an die Florida Panthers abgegeben wurde. Bei den Panthers war er zwei Jahre lang Stammspieler, doch nach der Saison 2008/09 verlängerte das Management seinen Vertrag nicht.
Im Oktober 2009 erhielt er einen Try-Out Vertrag bei den Rockford IceHogs aus der AHL. Seine guten Leistungen führten zu seiner Rückkehr zu den Chicago Blackhawks, die ihn im Februar 2010 verpflichteten. Cullimore verbrachte die gesamte Saison allerdings in Rockford, zur Saison 2010/11 wurde er in den NHL-Kader nach Chicago berufen. Nach 36 NHL-Spielen wurde er im Januar 2011 erneut ins Farmteam geschickt. Im Sommer 2011 entschied sich Cullimore für einen Wechsel nach Europa und unterzeichnete einen Jahresvertrag bei den Iserlohn Roosters aus der Deutschen Eishockey Liga. Nach der Saison beendete der Abwehrspieler im Alter von 39 Jahren seine aktive Karriere.

### International
Für Kanada nahm Cullimore an der Junioren-Weltmeisterschaft 1992 in Deutschland teil. Dabei kam er in allen sieben Turnierspielen zum Einsatz und erzielte dabei ein Tor. Die Mannschaft belegte am Turnierende den sechsten Rang.

## Erfolge und Auszeichnungen
- 1992 OHL Second All-Star Team
- 2004 Stanley-Cup-Gewinn mit den Tampa Bay Lightning

## Karrierestatistik

### International
Vertrat Kanada bei:
- Junioren-Weltmeisterschaft 1992

(Legende zur Spielerstatistik: Sp oder GP = absolvierte Spiele; T oder G = erzielte Tore; V oder A = erzielte Assists; Pkt oder Pts = erzielte Scorerpunkte; SM oder PIM = erhaltene Strafminuten; +/− = Plus/Minus-Bilanz; PP = erzielte Überzahltore; SH = erzielte Unterzahltore; GW = erzielte Siegtore; 1 Play-downs/Relegation; Kursiv: Statistik nicht vollständig)